# Briefmarken-Jahrgang 1918 der Deutschen Reichspost
Im Briefmarken-Jahrgang 1918 der Deutschen Reichspost wurde nur eine Dauermarke der Germania-Serie, wegen der Reichsabgabe, herausgegeben. Philatelistisch zählen noch zwei weitere Germania-Ausgaben zu diesem Jahr, sind aber erst 1919 herausgegeben worden.

## Liste der Ausgaben und Motive
Legende
- Bild: Eine bearbeitete Abbildung der genannten Marke. Das Verhältnis der Größe der Briefmarken zueinander ist in diesem Artikel annähernd maßstabsgerecht dargestellt. Sollten keine Marken abgebildet sein, liegt es daran, dass das Urheberrecht des Künstlers noch nicht erloschen ist.
- Beschreibung: Eine Kurzbeschreibung des Motivs und/oder des Ausgabegrundes. Bei ausgegebenen Serien oder Blocks werden die zusammengehörigen Beschreibungen mit einer Markierung versehen eingerückt.
- Wert: Der Frankaturwert der einzelnen Marke in Pfennig. Ein „+“ bedeutet, dass es sich um eine Zuschlagsmarke handelt (= Frankaturwert + Spende).
- Ausgabedatum: Das Datum des erstmaligen Verkaufs dieser Briefmarke.
- Gültig bis: Das Datum, an dem die Gültigkeit endete.
- Auflage: Soweit bekannt, wird hier die zum Verkauf angebotene Anzahl dieser Ausgabe angegeben.
- Entwurf: Soweit bekannt, wird hier angegeben, von wem der Entwurf dieser Marke stammt.
- Mi.-Nr.: Diese Briefmarke wird im Michel-Katalog unter der entsprechenden Nummer gelistet.

| Dauermarken |                            |                  |                       |                  |           |                      |       |
| Bild        | Beschreibung               | Werte in Pfennig | Ausgabe- datum (1918) | gültig bis       | Auflage   | Entwurf              | MiNr. |
|             | Dauermarkenserie: Germania | 2                | 1. Oktober            | 31. Oktober 1922 | unbekannt | Paul Eduard Waldraff | 102   |